# Enkel Simon under

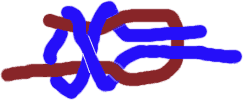
Enkel Simon under

Enkel Simon Under är, precis som skotsteket, en knop som kan användas för att foga samman två olika tjocka rep (givetvis kan man med mycket gott resultat även sammanfoga två lika tjocka rep).
Det korta repet (det som inte skall sitta fast någonstans) ligger under det långa i korsningen. Detta gör Simonen till under. Enkel Simonen under är marginellt svårare att slå, men också något säkrare än enkel Simon över. Förfarandet är snarlikt det då man slår en enkel Simon över. Man börjar med att göra en bukt på den grövre av linorna (här röd), för sedan in den tunnare linan i bukten och lindar den ett och ett halvt varv runt den grövre (som en trädd råband, plus ett varv), men går bakom det första varvet så att den korta änden ligger låst av den långa (lite som när man trär ett dubbelt halvslag), går sedan ut genom bukten parallellt med hur man kom in. Notera att det precis som med råbandsknopen är viktigt att båda de korta tamparna ligger på samma sida av knopen för att den skall vara stabil.
Den här knopen skapades av Harry Asher, och introducerades i boken "The Alternative Knot Book", ISBN 0 7136 5950 5.